# Katona Zsigmond (gyógyszerész)
Gelei Katona Zsigmond (Vámfalu, 1828. május 1. – Kecskemét, 1902. március 18.) gyógyszerész, szőlész és gyümölcskertész.

## Életútja
1828. május 1-én született Vámfaluban gelei Katona József református lelkész és verebi Végh Erzsébet fiaként. Apja az 1831. évi kolerajárványban vesztette életét. Ezután neveltetése özvegy édesanyjára és nagyapjára hárult. Nagybányán és Máramarosszigeten végezte tanulmányait. Máramarosszigeten majd Debrecenben volt gyógyszerészsegéd, az 1848–49-es forradalom és szabadságharc idején önkéntes volt. Századában kizárólag ő beszélt románul, ezért nyelvtudásának köszönhetően több megbizatást nyert. A szabadságharc után folytatta tanulmányait, 1850-ben szerezte meg oklevelét a pesti egyetemen. Debrecenben kötött házasságot Galambosi Kiss József városi tisztviselő lányával, Máriával.
1854 januárjától az Arad vármegyei Borosjenőn, 1867-től gyermekei neveltetése végett Kecskeméten volt gyógyszertára. Az Országos Gyógyszerész Egyesület alelnöke volt. Az alföldi homoki szőlő- és gyümölcstermesztés tevékeny fejlesztője. Kiváló gyakorlati szőlőgazda, Mathiász János és Bereczki Máté barátja. Az 1872-ben Kecskeméten rendezett országos kiállításnak ő volt a szervezője és elnöke, s mint ilyen, sokat tett az iparos közszellem felébresztésére. Az 1873. évi bécsi világkiállításon több kecskeméti kiállító is részt vett a szervezőmunkájának köszönhetően. Szorgalmazta a gyógynövények termesztését. A kecskeméti gyümölcsök szakszerű leírásáért az 1885. évi országos kiállításon a gyümölcsészet első díját nyerte el. A kecskeméti új szőlőtelepet és az ottani vasútállomást róla nevezték el Katonatelepnek.
Kecskeméten, csaknem 74 évesen érte a halál 1902. március 18-án.
Cikkei a Gyógyszerészi Hetilapban (1862. Javaslatok a magyarországi gyógyszerészet ügyében működő budapesti bizottmány munkálataihoz, A gyógyszerészi könyvvitel ügyében, Észrevételek Abl tr. úrnak: A gyógyszertárak szaporítása az osztrák birodalomban c. közleményére és a Viszhangra, Szives viszonzásul az Orvosi Hetilapnak, Néhány szó: Egy történet a magyar gyógyszerészet multjából és A gyógyszerészet tudományi állása c. közleményekre, A gyógyszerészi kertészet ügyében, Válasz a Szövétnekre, 1871. Észrevételek a Gyógyászatban megjelent: Néhány szó a vidéki gyógyszertárak kezeléséről cz. közleményre stb.); a Kecskeméti Képes Naptárban (1893. Néhány szőlőfaj.) A Felletár Emil által szerkesztett Vegyészet és gyógyszerészet c. lapnak dolgozótársa volt, melyben a hazai gyógynövényeket ismertette Tánai névvel; a Villási Pál szerkesztése alatt megjelent Gyümölcsészeti és Konyhakertészeti Lapokba írt pomologiai közleményeket; a Kert c. lapban az amerikai legkitünőbb direkt termő szőlőket ismertette. 

## Munkái
- Az 1872-dik évben Kecskeméten rendezett országos ipar-műtárlat Emlékkönyve. Az iparegyesület megbizásából szerkesztette (Kecskemét, 1874)
- Kecskemét és vidékén termelt gyümölcsök osztályozott leírása (Kecskemét, 1885) (Négy évi tanulmánya: a gyümölcsök jellemzése, osztályozása sat. 500 példányban nyomatott és 14 nap alatt mind elkelt.)
- Cascara sagrada. Szent kéreg (Kecskemét, 1885)
- Néhány szőlőfaj rövid ismertetése, KNKN 1893